# 米罗斯拉夫·拉多舍维奇
米罗斯拉夫·拉多舍维奇（1973年2月6日—），生于乌日策，塞尔维亚男子篮球运动员，场上位置是得分后卫。他曾代表南联盟参加1997年欧洲篮球锦标赛。